# Seznam medailistek na mistrovství světa v klasickém lyžování – severská kombinace ženy
Seznam medailistek na mistrovství světa v klasickém lyžování – severská kombinace žen uvádí přehled závodnic, které získaly medaile v soutěžních disciplínách jednotlivců v severské kombinaci na mistrovstvích světa v klasickém lyžování.

## Střední můstek + 5 km
- Od roku 2021

| Soutěž          | Zlato                   | Stříbro             | Bronz                |
| 2021 Oberstdorf | Gyda Westvold Hansenová | Mari Leinan Lundová | Marte Leinan Lundová |
| 2023 Planica    | Gyda Westvold Hansenová | Nathalie Armbruster | Haruka Kasai         |
| 2025 Trondheim  | Gyda Westvold Hansenová | Ida Marie Hagenová  | Lisa Hirner          |